# Wyczechy
Wyczechy (kaszub. Wëczéchë, niem. Geglenfelde) – wieś w Polsce położona w województwie pomorskim, w powiecie człuchowskim, w gminie Czarne przy drodze wojewódzkiej nr 201.
Prywatna wieś szlachecka położona była w drugiej połowie XVI wieku w województwie pomorskim. W latach 1975–1998 miejscowość administracyjnie należała do województwa słupskiego.
Siedziba klubu sportowego Sokół Wyczechy (IV liga piłki nożnej w sezonie 2016/2017 i 2017/2018).

## Historia
Pierwszą znaną wzmianką dotyczącą miejscowości jest dokument lokacyjny na 50 włók dla „Geylenfelda” z 1360 r. W 1570 r. właścicielem 24 łanów był tu M. Walde, 8 łanów miał J. Becker herbu Leliwa. W II poł. XVIII w. właścicielami wioski byli Manteufflowie-Kiełpińscy.
W drugiej poł. XIX w, wieś przeszła w ręce Mackensenów, z których August był marszałkiem polnym w czasie I wojny światowej. W tym też okresie (koniec XIX w. / pocz. XX w.) powstała większość budynków: pałac – koniec XIX w., stodoła – 1937. r., magazyn drewniany – 1943 r., chlewnia (owczarnia) – 1936 r., wielofunkcyjny budynek gospodarczy (obora, magazyn, garaże) – 1930, zbiorniki na kiszonkę – 1944 r., ogrodzenie parku – 1925 lub 1937 r., dom mieszkalny nr 18 – 1900, dom mieszkalny nr 26 – 1936 r., dom mieszkalny nr 27 – 1930 r., dom mieszkalny nr 24 – 1880 r., pozostałe też w pocz. latach XX w.
17 maja 1939 roku wioskę zamieszkiwało 179 mieszkańców. Podczas wojny na terenie gospodarstwa rolnego, które mieściło się przy pałacu, pracowali więźniowie obozu jenieckiego w pobliskim Hammerstein (pol. Czarne).
W 1945 roku zmieniono nazwę wsi z Geglenfelde na Adamów; nazwa Wyczechy pochodzi z poł. lat 50 XX wieku. Po II wojnie światowej folwark zajęty był przez Armię Radziecką, następnie przeszedł w ręce państwa polskiego, a następnie PGR. W pałacu znajdowały się mieszkania, biura, przedszkole, świetlica wiejska, sala kinowa, sale konferencyjne oraz pokoje gościnne. W latach siedemdziesiątych XX wieku gościli w miejscowym, wzorcowym PGR, między innymi Edward Gierek i premier Piotr Jaroszewicz.

## Zabytki
Według rejestru zabytków NID na listę zabytków wpisany jest zespół pałacowy z XIX-XX w., nr rej.: A-340 z 13.02.1996: pałac i park.
W 2007 roku w pałacu wybuchł pożar, który strawił praktycznie cały dach. Strażacy dogaszali go kilka dni. Do dziś obiekt nie został odbudowany.